# Üßbach
Der Üßbach (auch „Ueßbach“ oder „Üssbach“ geschrieben) ist ein knapp 49 Kilometer langer Bach in der Eifel, der von Nordwesten und von links in die Alf mündet und in den rheinland-pfälzischen Landkreisen Vulkaneifel und Cochem-Zell verläuft.

## Name
Der Bach wurde 1295 („super aquam Huse“) erstmals schriftlich erwähnt. Möglicherweise auch schon 1144 als Hussa. Der Name könnte mit dem indogermanischen Wort  *uedōr „Wasser“ in Zusammenhang stehen.

## Geographie

### Verlauf
Der Üßbach entspringt auf einer Höhe von etwa 534 m ü. NHN bei Mosbruch im Landkreis Vulkaneifel.
Er mündet schließlich im Landkreis Cochem-Zell bei der Gemeinde Alf auf einer Höhe von ungefähr 101 m ü. NHN von links in den gleichnamigen Fluss, kurz bevor dieser in die Mosel mündet. Am Üßbach liegt der Kurort Bad Bertrich. Südwestlich des Bad Bertricher Ortsteils Kennfus liegen in einer weiten Flussschlinge die Ruinen der Entersburg.
Sein 48,7 km langer Lauf endet ungefähr 433 Höhenmeter unterhalb seiner Quelle, er hat somit ein mittleres Sohlgefälle von etwa 8,9 ‰.
- Grotte und Promenadenweg am Üßbach

"Grotte
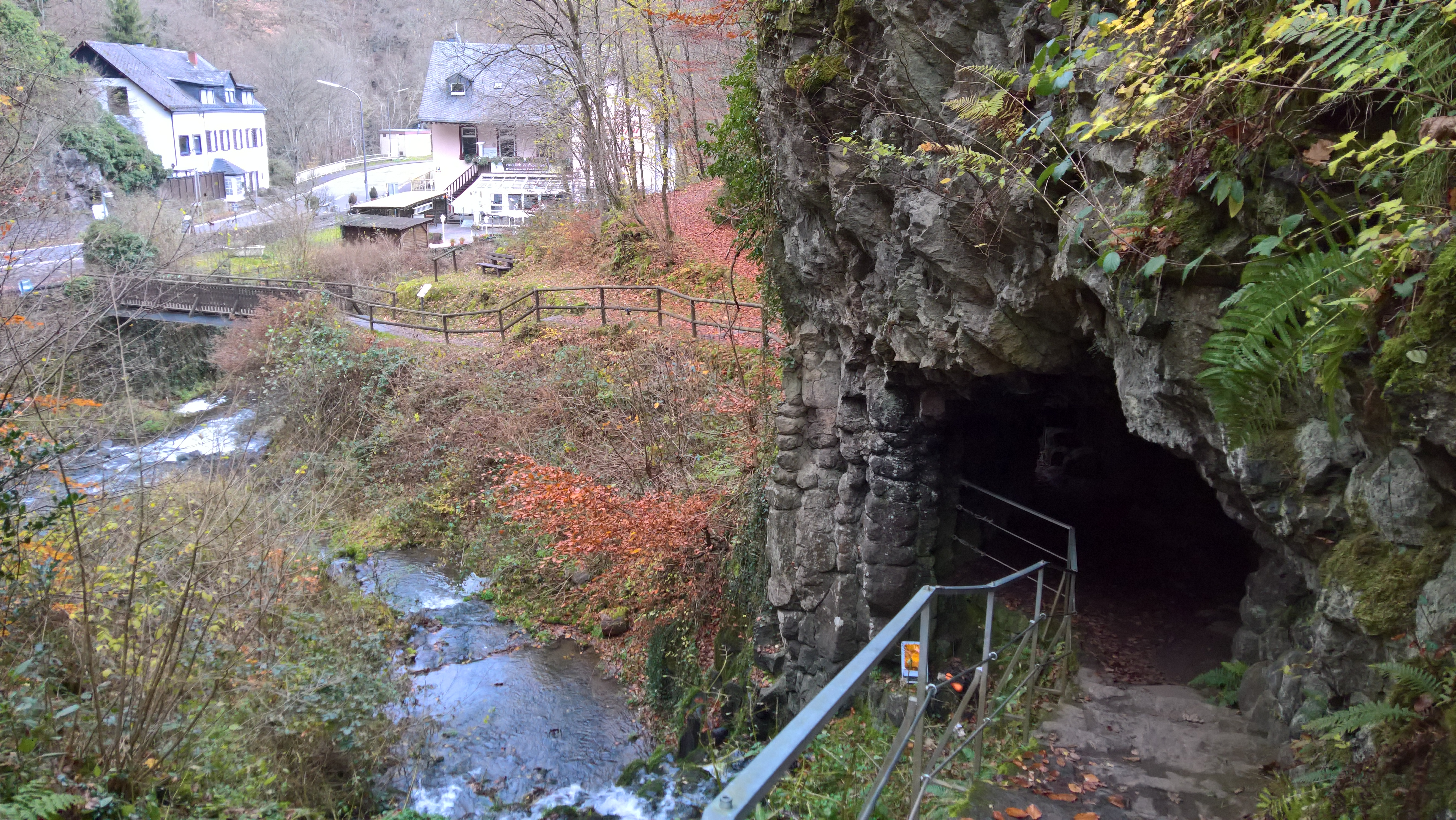
Elfengrotte bei Bad Bertrich
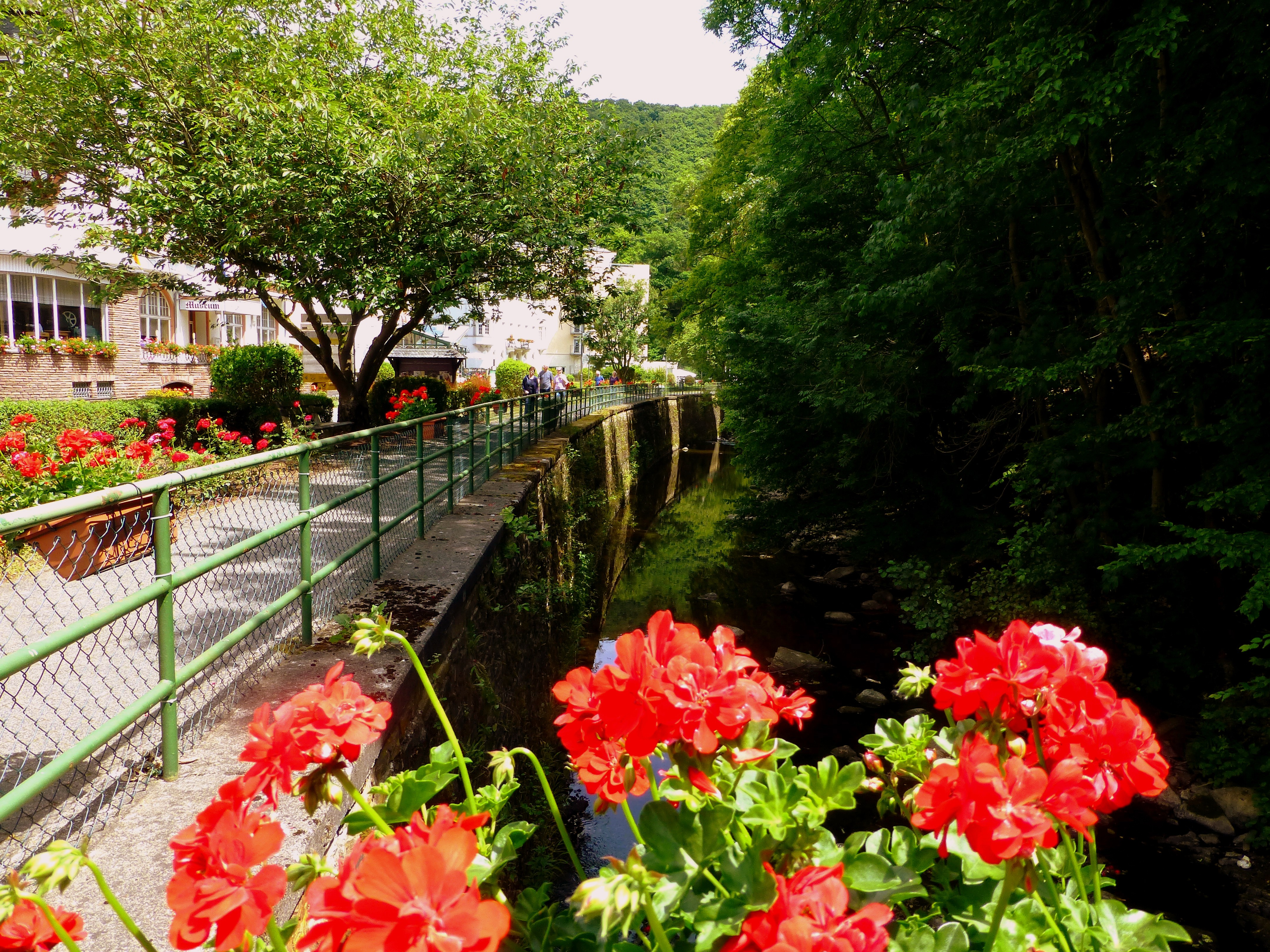
Promenadenweg am Üßbach in Bad Bertrich

### Einzugsgebiet
Das rund 185 km² große Einzugsgebiet des Üßbachs erstreckt sich über die Östliche Hocheifel und die Moseleifel und wird durch ihn über Alf, Mosel und Rhein in die Nordsee entwässert.
Es grenzt
- im Nordosten an das Einzugsgebiet des Elzbachs, der in die Mosel mündet;
- im Osten an das des Endertbachs, der ebenfalls in die Mosel mündet;
- im Südosten an das des Mosel-Zuflusses Ellerbach und an das der Mosel direkt;
- im Süden und Westen an das der Alf;
- im Nordwesten an das der Lieser, die auch in die Mosel mündet und
- im Norden an das der Ahr, die in den Rhein mündet.

Das Tal des Üßbachs sowie die Täler seiner Zuflüsse sind überwiegend bewaldet. In den Randlagen des Einzugsgebiets überwiegen landwirtschaftliche Nutzflächen.
Die höchste Erhebung ist der Hochkelberg mit einer Höhe von 674,9 m ü. NHN im Norden des Einzugsgebiets.

### Zuflüsse
| Stat. in km | Name                                      | GKZ        | Lage   | Länge in km | EZG in km² | Mündung             | Mündungshöhe in m ü. NHN |
| ----------- | ----------------------------------------- | ---------- | ------ | ----------- | ---------- | ------------------- | ------------------------ |
| 048,70      | Wiesengraben                              | 2684-1112  | links0 | 000,1090    | 0000,0990  |                     | 52700000                 |
| 048,30      | Wiesendell (Ahrmosbach)                   | 2684-112   | rechts | 000,7250    | 0000,7210  | Mosbruch            | 50300000                 |
| 047,70      | Adenseifen                                | 2684-114   | links0 | 001,1560    | 0000,6270  | Mosbruch            | 48800000                 |
| 047,60      | Zumrieder Bach (Ueßbach)                  | 2684-116   | links0 | 000,9670    | 0001,5030  | Mosbruch            | 48700000                 |
| 047,10      | Ringelbach                                | 2684-12    | rechts | 001,7920    | 0001,3220  | Ueß                 | 47800000                 |
| 046,30      | Uesser Mühlgraben                         | 2684-132   | rechts | 000,4560    | 0000,5760  |                     | 47000000                 |
| 045,70      | Wiesenbach                                | 2684-134   | links0 | 000,270     | 0000,2260  | Hörschhausen        | 45600000                 |
| 045,40      | Keesbach (Katzwinkler Bach)               | 2684-14    | rechts | 003,1090    | 0004,6170  | Hörschhausen        | 45300000                 |
| 044,30      | Horperather Bach (Kisselsbach)            | 2684-152   | links0 | 001,490     | 0001,8570  | Berenbach           | 44000000                 |
| 043,30      | Berenbach (Längsbach)                     | 2684-16    | links0 | 001,5670    | 0001,120   | Berenbach           | 42800000                 |
| 042,40      | Dombach                                   | 2684-192   | links0 | 001,680     | 0000,9340  | Furth               | 41700000                 |
| 042,30      | Further Mühlgraben                        | 2684-1932  | rechts | 000,7540    | 0000,3510  | Further Mühle       | 41700000                 |
| 042,10      | Kurzer Graben                             | 2684-19332 | links0 | 000,140     | 0000,0410  |                     | 41300000                 |
| 042,10      | Waldgraben                                | 2684-1934  | links0 | 000,1830    | 0000,0210  |                     | 41300000                 |
| 041,90      | Lavagraben                                | 2684-194   | rechts | 000,3850    | 0000,3310  |                     | 41100000                 |
| 041,60      | Entwässerungsgraben                       | 2684-1952  | rechts | 000,4540    | 0000,220   | Ulmen               | 40900000                 |
| 040,50      | Straßengraben                             | 2684-1954  | links0 | 000,1320    | 0000,010   | Ulmen               | 40400000                 |
| 040,40      | Graben                                    | 2684-1992  | links0 | 000,1930    | 0000,0780  | Ulmen               | 40700000                 |
| 040,40      | Bach aus der Ortschaft                    | 2684-196   | links0 | 000,4850    | 0000,3150  | Ulmen               | 39800000                 |
| 039,70      | Schönbach                                 | 2684-2     | rechts | 005,460     | 0010,2340  | Schönbach           | 38800000                 |
| 039,60      | Graben beim Ort                           | 2684-312   | links0 | 000,710     | 0000,3430  | Schönbach           | 38700000                 |
| 038,20      | Sportplatzgraben                          | 2684-3192  | links0 | 000,850     | 0000,3210  | Meiserich           | 37900000                 |
| 038,10      | Hahnenbach                                | 2684-32    | rechts | 002,9970    | 0003,5490  | Meiserich           | 37800000                 |
| 037,90      | Scheidbach (Brosselbach)                  | 2684-332   | rechts | 002,1380    | 0001,6140  | Meiserich           | 37500000                 |
| 037,70      | Meisericher Ortsgraben                    | 2684-3332  | links0 | 001,5010    | 0000,850   | Meiserich           |                          |
| 037,30      | Ueßbachgraben                             | 2684-3334  | links0 | 000,3840    | 0000,0960  | Meiserich           | 37300000                 |
| 037,00      | Wiesengraben                              | 2684-3352  | rechts | 000,1260    | 0000,0370  | Meiserich           |                          |
| 036,90      | Wiesenbach (Elzbach)                      | 2684-334   | links0 | 001,320     | 0000,7820  | Meiserich           | 37100000                 |
| 036,20      | Bach vom Naturdenkmal                     | 2684-336   | rechts | 000,8890    | 0000,890   |                     | 36600000                 |
| 036,10      | Teichgraben                               | 2684-3392  | links0 | 000,5360    | 0000,3630  |                     | 36500000                 |
| 034,20      | Nollenbach                                | 2684-34    | links0 | 006,9000    | 0011,1260  |                     | 35400000                 |
| 031,70      | Grundbach                                 | 2684-4     | rechts | 004,610     | 0009,7720  |                     | 33700000                 |
| 030,80      | Bach bei der Demerather Mühle             | 2684-512   | links0 | 001,1450    | 0001,1430  |                     | 33600000                 |
| 030,30      | Wollmerather Bach                         | 2684-5132  | links0 | 000,490     | 0000,8340  | Wollmerath          | 32900000                 |
| 029,70      | Wollmerather Mühlgraben                   | 2684-5134  | rechts | 000,8910    | 0000,4670  | Wollmerather Mühle  |                          |
| 029,40      | Ritterbergbach                            | 2684-514   | rechts | 001,0450    | 0000,5790  |                     | 32500000                 |
| 029,30      | Rosselbach (Winkeler Bach)                | 2684-52    | rechts | 003,2830    | 0005,6090  |                     | 32400000                 |
| 028,20      | Kreuzhofgraben                            | 2684-592   | rechts | 000,6230    | 0000,3880  |                     | 31700000                 |
| 028,10      | Wiesenbach                                | 2684-594   | rechts | 000,6750    | 0000,4490  | Wagenhausen         | 31700000                 |
| 027,60      | Wagenhausener Bach                        | 2684-596   | links0 | 000,6750    | 0000,5860  | Wagenhausen         | 31500000                 |
| 027,00      | Litzbach                                  | 2684-6     | links0 | 010,3390    | 0023,7310  | Wagenhausen         | 31100000                 |
| 026,50      | Bach zur Heckenmühle                      | 2684-712   | links0 | 002,0370    | 0001,7360  | Lutzerath           | 31000000                 |
| 025,50      | Altmühlgraben                             | 2684-714   | links0 | 000,7920    | 0000,4330  | Altmühle            | 30600000                 |
| 023,40      | Bach zu Neumühle (Englebach)              | 2684-716   | links0 | 001,2120    | 0000,7630  | Neumühle            | 29000000                 |
| 023,00      | Hüttengraben (Ätzenbach)                  | 2684-718   | links0 | 000,4930    | 0000,4780  |                     | 28900000                 |
| 022,50      | Nierbach (Maarbach)                       | 2684-72    | rechts | 002,8930    | 0003,8990  |                     | 28800000                 |
| 021,20      | Bach aus Strotzbüsch                      | 2684-7312  | rechts | 000,5650    | 0000,7240  |                     | 28100000                 |
| 019,80      | Bach von den Wochenendhäusern (Straßbach) | 2684-7314  | links0 | 001,470     | 0001,6460  |                     | 28000000                 |
| 019,30      | Strotzbüscher Mühlbach                    | 2684-732   | links0 | 001,260     | 0001,1060  | Strotzbüscher Mühle | 26400000                 |
| 017,10      | Grenzbach (Ziembach)                      | 2684-7332  | rechts | 000,9280    | 0000,5380  |                     | 24900000                 |
| 017,10      | Waldbach                                  | 2684-7334  | links0 | 001,3420    | 0000,6690  |                     | 24900000                 |
| 015,70      | Bach aus dem Lutzerather Wald             | 2684-734   | links0 | 001,0640    | 0000,6610  |                     | 23800000                 |
| 014,10      | Bach vom Penzling                         | 2684-7392  | rechts | 000,8420    | 0000,940   |                     | 22700000                 |
| 012,50      | Winkelbach                                | 2684-74    | links0 | 002,5790    | 0003,5160  |                     | 21600000                 |
| 011,70      | Penzlinger Graben                         | 2684-752   | rechts | 001,130     | 0000,6690  |                     | 20900000                 |
| 011,00      | Seifertgraben (Denner Graben)             | 2684-754   | links0 | 000,4970    | 0000,1840  | Kennfus             | 20900000                 |
| 010,60      | Lavagraben                                | 2684-756   | links0 | 000,4830    | 0000,1740  | Kennfus             | 20000000                 |
| 010,40      | Bach von der Wegscheider Höhe             | 2684-758   | rechts | 000,4480    | 0000,1240  |                     | 20000000                 |
| 009,90      | Bach aus dem NSG Falkenlay                | 2684-75912 | links0 | 000,5670    | 0000,1790  | Falkenlay           | 18900000                 |
| 009,60      | Tannengraben                              | 2684-7592  | rechts | 001,650     | 0000,070   |                     | 18900000                 |
| 009,40      | Falkenhüttengraben                        | 2684-7594  | links0 | 001,060     | 0000,5790  |                     | 18900000                 |
| 009,00      | Elbesbach (Elbersbach)                    | 2684-76    | rechts | 003,5650    | 0005,8410  | Elfenmühle          | 17800000                 |
| 008,80      | Graben zur Elfenmühle                     | 2684-772   | links0 | 000,3630    | 0000,2390  | Bad Bertrich        | 18800000                 |
| 008,40      | Hesselbach                                | 2684-78    | rechts | 003,4410    | 0004,5920  | Bad Bertrich        | 17900000                 |
| 007,80      | Sonnenhofgraben                           | 2684-7912  | rechts | 000,4960    | 0000,1730  | Bad Bertrich        | 16500000                 |
| 007,20      | Römerkesselbach                           | 2684-79192 | links0 | 000,8350    | 0000,380   | Bad Bertrich        | 15100000                 |
| 006,50      | Bonsbeurener Bach (Wurzelgraben)          | 2684-792   | rechts | 001,7960    | 0001,3010  |                     | 15100000                 |
| 005,50      | Erdenbach                                 | 2684-8     | links0 | 012,7910    | 0026,3260  |                     | 14100000                 |
| 005,00      | Dauselgraben                              | 2684-92    | rechts | 002,6690    | 0002,640   |                     | 13400000                 |
| 004,80      | Höllengraben                              | 2684-94    | links0 | 001,4020    | 0000,5590  |                     | 13300000                 |
| 004,40      | Beurenermühle                             | 2684-952   | links0 | 001,0530    | 0000,6820  |                     | 12900000                 |
| 003,90      | Wolfskehlklamm (Wolfskehl)                | 2684-954   | rechts | 001,6640    | 0001,4640  |                     | 12500000                 |
| 003,10      | Rehkopfbach                               | 2684-958   | rechts | 001,3260    | 0000,9810  |                     | 12100000                 |
| 002,60      | Purnesbach                                | 2684-96    | links0 | 002,680     | 0003,8780  |                     | 11800000                 |
| 002,40      | Purnischkopfer Bach                       | 2684-9992  | links0 | 001,360     | 0001,5510  |                     | 11800000                 |
| 001,60      | Bach vom Eckiglein                        | 2684-9994  | links0 | 000,5120    | 0000,2130  |                     | 11200000                 |
| 000,00      | Üßbach                                    | 2684       |        | 048,7430    | 0184,9430  | bei Alf-Fabrik      | 10100000                 |

Anmerkungen zur Tabelle
1. ↑  Alternativnamen gemäß Kartendienst des Landschaftsinformationssystems der Naturschutzverwaltung Rheinland-Pfalz (LANIS-Karte) (Hinweise) in Klammern
2. ↑  Gewässerkennzahl, in Deutschland die amtliche Fließgewässerkennziffer mit zur besseren Lesbarkeit eingefügtem Trenner hinter dem Präfix, das einheitlich für den allen gemeinsamen Vorfluter Üßbach steht.
3. ↑  Zumrieder Bach, früher: Ueßbach (Quellfluss)
4. ↑  Scheidbach: auf manchen Karten Zufluss des Hahnenbachs
5. ↑  Die Daten des Üßbachs zum Vergleich

## Pumpspeicherwerk Bremm
Ab Ende der 1960er Jahre plante RWE das große Pumpspeicherwerk Bremm. Die Staumauer für dessen sechs Kilometer langen Obersee wäre in der Nähe Bad Bertrichs im nördlich gelegenen Tal des Erdenbaches entstanden, der gut einen Kilometer östlich des Ortes im Üßbach mündet. Das Projekt wurde letztlich verworfen.